# SuperDoll Rika-chan
SuperDoll Rika-chan (スーパードール★リカちゃん?, Sūpā Dōru★Rika-chan) è un anime mahō shōjo, prodotto da Madhouse e trasmesso in Giappone su TV Tokyo tra l'ottobre 1998 e il settembre 1999. Contemporaneamente ad esso è stato pubblicato un manga omonimo di Mia Ikumi. La serie s'ispira alla bambola giapponese Licca-chan. In Italia è stato distribuito in VHS nel corso del 2001 e trasmesso successivamente in prima visione nel 2003 su Rai Due.

## Trama
Rika Kayama frequenta la terza elementare all'istituto Santa Teresa della città di Otsura. Ogni giorno, Rika rischia di essere rapita da tre uomini misteriosi, ma, grazie al braccialetto Calling Ring affidatole da sua nonna, giunge in suo soccorso Doll Rika, una bambola capace di muoversi. La bambina scopre così di essere la legittima sovrana del Regno delle Bambole, dove vive la civiltà Phantociv, nota anche come civiltà dei sogni. Sua nonna Nanae era la precedente sovrana, mentre ora regna la sua malvagia sorella gemella, Yae, che sta cercando di portare Rika nel Regno delle Bambole per salvarlo dalla distruzione.

## Personaggi

### Personaggi principali
Rika Kayama (香山 リカ?, Kayama Rika)
Doppiata da: Yuka Kouno (ed. giapponese), Gemma Donati (ed. italiana)
Studentessa di terza elementare, prima sezione all'istituto Santa Teresa, è inconsapevolmente la principessa del Regno delle Bambole, destinata a diventarne la regina. Nonostante la giovane età, è brava a fare la maglia. Possiede un braccialetto, il Calling Ring, donatole da sua nonna, che le permette di chiamare Doll Rika quando si trova in pericolo. Ha una cotta per Rui. Alla fine del manga, scopre di essere innamorata di Dai. Mentre nell'anime diventa la regina del Regno delle Bambole, nel manga cede la corona a Catherine, considerandola più degna di lei.
Doll Rika (ドールリカ?, Dōru Rika)
Doppiata da: Tomo Sakurai (ed. giapponese), Stella Musy (ed. italiana)
Bambola parlante, in grado di muoversi, che interviene per proteggere la principessa Rika e i suoi amici. È una dei Doll Knights che giurarono fedeltà alla famiglia reale e custodisce la pietra dell'amore. Inizialmente, è sotto il controllo di Nanae e la sua forza dipende dal suo stato di salute; dall'episodio 27 sarà la stessa Rika ad assumere il controllo su Doll Rika. Nell'episodio 45, ricevendo il potere del dio Aru, i suoi capelli diventano lilla e il vestito bianco. Con i nuovi poteri così acquisiti, priva Misty della sua magia. La sua arma è uno yo-yo, il Light Spinner ed ha il potere della luce. Nell'episodio 22 è in grado di creare una barriera con lo yo-yo, oppure sempre con il suo yo-yo nell'episodio 42 è in grado di lanciare un'onda di luce. Per evocarla, bisogna pronunciare la formula "Turururu turururu, turureiro turureiro". Nel manga, è l'anima di una bambola amata da Rui nella sua vita precedente. Alla fine, Rika la fa diventare una ragazza e Doll Rika sposa Rui.
Doll Izumi (ドールイヅミ?, Dōru Izumi)
Doppiata da: Michiko Neya (ed. giapponese), Ilaria Latini (ed. italiana)
La seconda Doll Knight, viene richiamata da Catherine tramite il Calling Choker, mentre successivamente appartiene a Sumire. Precedentemente, veniva attivata dal nonno di Rika, Franz. Anche lei ha giurato fedeltà alla famiglia reale del Regno delle Bambole e possiede la pietra della vita. Per evocarla, bisogna pronunciare la formula "Furururu furururu, gururaine gururaine". La sua arma è un bastone, il Light Circle con cui e capace di creare cerchi di luce fluttuanti in aria che avvolgono il nemico e che può controllarli con il suo bastone, oppure emana dei fasci di luce che colpiscono il nemico, ma non solo può anche lanciare il proprio bastone ad una velocità impressionante. Nel manga la sua proprietaria resta Catherine, mentre nella versione animata passa momentaneamente a Sumire.
Doll Isamu (ドールイサム?, Dōru Isamu)
Doppiato da: Kentarō Itō (ed. giapponese), David Chevalier (ed. italiana)
Terzo Doll Knight che ha giurato di proteggere la famiglia reale, possiede la pietra del coraggio. Il suo Calling Ring, di proprietà del defunto nonno di Rui, viene rubato da Scarecrow, asservendo così il Knight al volere di Evil. Tuttavia, essendo votato alla protezione della casata reale, trascorso del tempo si ribella a Yae, rifiutandosi di aiutarla a intralciare Doll Rika per rapire la principessa. Una volta recuperato dal castello del Regno delle Bambole e rubato il Calling Watch a Yae, il suo padrone è Dai. La sua arma è uno spadone, il Light Thunder ed ha il potere del fulmine. In svariati episodi, conficca la sua spada nel terreno creando grandi spaccature o addirittura terremoti, sempre dalla spada può emanare fasci di fulmini o una sfera energetica di una potenza eccezionale. Per evocarlo, bisogna pronunciare la formula "Pererese pererese, bururaine bururaine" utilizzando il Calling Watch di Yae.
Nanae Kayama (香山 七重?, Kayama Nanae)
Doppiata da: Kazue Komiya (ed. giapponese), Graziella Polesinanti (ed. italiana)
Nonna di Rika, è scappata dal Regno delle Bambole insieme ad Orie, rinunciando al trono. Suo marito Franz, che le seguiva, è rimasto nel Regno delle Bambole, nascosto nella foresta del dio Aru sotto forma di spirito, ma torna dalla sua famiglia dopo la sconfitta di Evil. Nanae controllava Doll Rika attraverso una collana, simbolo della regina del Regno delle Bambole, prima di passare il suo comando a Rika.
Orie Kayama (香山 織江?, Kayama Orie)
Doppiata da: Yoko Sasaki (ed. giapponese), Giò-Giò Rapattoni (ed. italiana)
Madre di Rika, ha passato un periodo sulla Terra, durante il quale, a Parigi ha incontrato per la prima volta Pierre e se ne è innamorata. Tornò poi nel suo regno per assumere la carica di regina, ma è fuggita, rinunciando al trono per amore di Pierre. È una stilista.
Pierre Kayama (香山 ピエール?, Kayama Piēru)
Doppiato da: Keiji Fujiwara (ed. giapponese), Danilo De Girolamo (ed. italiana)
Padre di Rika, ha incontrato per la prima volta Orie a Parigi. Suo padre era un burattinaio e cominciò a costruire carillon e a comporne le melodie dopo aver visto le sue bambole. Una delle sue melodie, ispiratagli dal dio Aru del Regno delle Bambole, ha il potere di scacciare Evil. Nell'episodio 46, mentre è in Africa a fare alcune ricerche per sconfiggere Evil viene catturato da Yae, ma Rika e i suoi amici riescono a salvarlo.
Dai Takabayashi (高林 ダイ?, Takabayashi Dai)
Doppiato da: Yūko Mita (ed. giapponese), Simone Crisari (ed. italiana)
Compagno di classe di Rika, per cui ha una cotta, dall'episodio 34 possiede il Calling Ring blu, recuperato dal vecchio negozio di bambole del nonno di Rui, che utilizza per chiamare Doll Isamu. Prende sempre in giro Rika e ha una famiglia molto numerosa, della quale fanno parte altre 9 persone: sua nonna, i suoi genitori, due fratelli maggiori (Hajime e Jiro) e uno minore (Ryo), due sorelle più grandi (Kasumi e Kumiko) e la cognata, Yuko.
Sumire Shinohara (篠原 スミレ?, Shinohara Sumire)
Doppiata da: Miyu Kawakami (ed. giapponese), Letizia Ciampa (ed. italiana)
Migliore amica di Rika, ha una cotta per Dai ed è calma, gentile e romantica. È fifona, insicura e soffre di vertigini. Scrive racconti e la sua famiglia vende fiori. Ha paura dei fantasmi. Dall'episodio 42 possiede il Calling Ring verde, che ha raccolto quando Catherine l'ha perso mentre veniva rapita da Misty. Grazie a Nanae, che aggiunge una copertura al Ring, può chiamare Doll Izumi anche senza avere il Calling Choker, che Catherine ha portato con sé. Nel manga, sta con un suo compagno di classe.
Rui Asagiyama (麻樹山 ルイ?, Asagiyama Rui)
Doppiato da: Mitsuru Miyamoto (ed. giapponese), Fabio Boccanera (ed. italiana)
Studente universitario di archeologia all'università di Ootsura, si è trasferito nella dépendance della casa di Rika, studia il Regno delle Bambole e la civiltà Phantociv. Proseguendo i suoi studi, intuisce il collegamento tra la famiglia Kayama e il Regno delle Bambole e Nanae gli rivela quindi il segreto di famiglia. Nell'episodio 34 decide di partire per il mondo e svolgere ricerche su Evil. In Africa trova uno scudo rappresentante il dio Aru, che lo trasporta nel Regno delle Bambole, dove diventa un cavaliere al servizio del bene. Conosce le arti marziali. Nel manga, confida a Rika che l'anima di una bambola amata per cento anni rinasce nel Regno delle Bambole, e lui sta cercando una ragazza, amata nella vita precedente, alla quale potrebbe essere successo. Rui scopre che si tratta proprio di Doll Rika e, alla fine del manga, Rika la rende una ragazza: poco dopo, i due si sposano.
Catherine (カトリーヌ?, Katorīnu)
Doppiata da: Ikue Ōtani (ed. giapponese), Domitilla D'Amico (ed. italiana)
La cugina di Rika. Nell'anime frequenta la quinta elementare e ha 10 anni, mentre nel manga è in classe con Rika e i suoi amici. Nell'anime, Franz le ha consegnato il Calling Choker e l'ha mandata sulla Terra per proteggere Rika. Era una delle reclute in addestramento delle truppe del Regno delle Bambole. Nell'episodio 42 viene rapita da Misty, perdendo il Calling Ring di Doll Izumi che teneva in tasca. Imprigionata in una dimensione parallela tra la Terra e il Regno delle Bambole, viene liberata da Rui. Nel manga arriva ad Otsura per accogliere Rika come regina e proteggerla, anche se all'inizio si dimostra ostile nei suoi confronti; è la proprietaria del Calling Ring di Doll Izumi. Inoltre, alla fine Rika rinuncia alla corona in suo favore. Ha un fidanzato più grande nel Regno delle Bambole.
Tomonori Fukiya (蕗谷 トモノリ?, Fukiya Tomonori)
Doppiato da: Miki Nagasawa (1ª voce) / Wasabi Mizuta (2ª voce) (ed. giapponese), Leonardo Graziano (ed. italiana)
Soprannominato "Tomo", è un compagno di classe di Rika, Dai e Sumire. È molto preciso e intelligente, il suo sogno è diventare uno scienziato famoso. Ha paura dei fantasmi. Nel manga non compare.

### Nemici
Yae Kayama (香山 八重?, Kayama Yae)
Doppiata da: Kazue Komiya (ed. giapponese), Graziella Polesinanti (ed. italiana)
Sorella gemella maggiore di Nanae, è diventata malvagia dopo essere stata posseduta da Evil e manda i suoi uomini a rapire Rika perché il Regno delle Bambole ha bisogno della forza di una regina per sfuggire al congelamento; tuttavia, se Rika venisse nominata sovrana, il Regno delle Bambole cadrebbe sotto il dominio del male. Possiede il Calling Watch, che permette di risvegliare Doll Isamu quando si attiva il Calling Ring del Knight. Mentre nell'anime è identica a Nanae, ma con i capelli viola, nel manga è identica alla madre di Rika, Orie. Innamoratasi di Katsu, il nonno di Rui, quando era giovane, Yae gli diede il Calling Ring di Doll Isamu e tornò nel suo regno, dove cedette la carica di regina a Nanae per amore. Venuta a conoscenza dell'amore proibito tra Orie e Pierre, andò nel bosco del dio Aru per pregare, ma fu posseduta da Evil e tornò con l'intento di riprendersi il trono. Nel manga, Katsu decise di seguirla nel Regno delle Bambole, ma non si presentò all'appuntamento concordato e lei credette di essere stata tradita. Non avendo più il Calling Ring, fu posseduta da Evil, che ne fece una sua marionetta. Yae torna normale solo nell'Act 10 e si sacrifica per salvare Rui da una ferita, scomparendo per sempre. Nell'anime, invece, Yae non rivela la sua identità a Katsu fino al momento di lasciarlo e ripartire per il Regno delle Bambole, abbandonandolo.
Evil (デヴォール?, Devōru, Devaul)
Doppiato da: Eiji Takemoto (ed. giapponese), Wladimiro Grana (ed. italiana)
È un'entità maligna, impossessatasi della mente di Yae, composta dall'odio delle bambole abbandonate. A causa della sua presenza, il Regno delle Bambole sta diventando un regno ricoperto dai ghiacci. Alla fine del manga, Rika gli fa conoscere l'affetto, facendolo trasformare in un angioletto. Nell'anime, ha forma di drago e viene sconfitto dai Doll Knights.
Dottor Scarecrow (ドクタースケアクロウ?, Dokutā Sukeakurō)
Doppiato da: Rokurō Naya (ed. giapponese), Luca Dal Fabbro (ed. italiana)
Proviene dal Regno delle Bambole, è un Mago del primo livello che ha il compito di rapire Rika. È stato ingannato da Evil, che, sotto le mentite spoglie di Yae, gli ha fatto credere che il Regno delle Bambole stia cadendo sotto la morsa dei ghiacci per colpa dell'assenza di Rika; dopo aver scoperto la verità, nell'episodio 28 viene rinchiuso nelle prigioni del castello. Evil lo lascia libero nell'episodio 41 per poterlo usare per catturare Rika: quando Scarecrow, ipnotizzato, fallisce la missione, viene nuovamente catturato. Nell'episodio 49, Evil lo dota di un potere illimitato e lo pone di nuovo al suo servizio, offrendogli il titolo di Re dei demoni. Viene liberato dal suo controllo da Waya e Pul. A Ootsura ha fondato l''Agenzia investigativa Scarecrow', che utilizza come copertura. Dopo la sconfitta di Evil, riapre l'agenzia, cambiandole nome in 'Agenzia investigativa Scarecrow, Waya e Pul'. Può trasformarsi in quello che vuole e sa imitare molto bene le voci altrui. Nell'episodio 22, è riuscito a rubare il Calling Ring di Doll Isamu, portando il Knight sotto il suo controllo.
Pul (プル?, Puru) e Waya (ワーヤ?, Wāya)
Doppiati da: Atsuko Tanaka e Kobuhei Hayashiya (ed. giapponese), Alessandra Cassioli e Luigi Ferraro (ed. italiana)
Fratelli al servizio di Scarecrow, suoi ex-allievi, Maghi di primo livello. Una volta promossi, si erano recati dalla regina Nanae, offrendole i propri servigi. Waya, che nel manga non è presente, è tonto, pasticcione e indolente e pensa solo a mangiare; ha la capacità di far addormentare le persone. Pul cerca di elaborare, senza molto successo, dei piani per rapire Rika che vadano a buon fine; conosce le arti marziali e non è una ragazza molto femminile. Scoperto che Yae è sotto il controllo di Evil, decidono di diventare le guardie del corpo della principessa Rika. Ospiti a casa Kayama, svolgono le pulizie e tutte le altre incombenze domestiche per espiare la propria colpa.
Misty (ミスティー?, Misutī)
Doppiata da: Akiko Hiramatsu (ed. giapponese), Alida Milana (ed. italiana)
Principessa degli inferi e progenie di Evil, dall'episodio 31 sostituisce Scarecrow, Pul e Waya nel compito di rapire Rika, ma è più interessata a sconfiggere i Doll Knights che non a portare a termine la propria missione. Nell'episodio 45, i suoi poteri vengono neutralizzati e rubati dal Doll Rika, lasciandola senza magia. Di conseguenza, Evil la riassorbe nel proprio corpo. Utilizza delle tele di ragno per imprigionare le persone, delle quali può anche controllare i movimenti tramite il dominio della loro ombra. Quest'ultima può essere inoltre staccata dal corpo e utilizzata per attaccare il proprio proprietario. Può prendere il controllo degli oggetti e delle persone, ipnotizzandole. Ha al suo servizio degli spiriti servitori fatti di nebbia e dei pipistrelli elettrici. È in grado di creare il ghiaccio. Nel manga non è presente.

### Altri personaggi
Suor Chiaki (シスター千明?, Shisutā Chiaki)
Doppiata da: Mako Hyōdō (ed. giapponese), Antonella Rendina (ed. italiana)
Insegnante della classe di Rika.
Suor Teresa (テレジア学園長?, Terejia gakuen-chō)
Doppiata da: Hisako Kyōda (ed. giapponese), Cristina Grado (ed. italiana)
Preside dell'istituto scolastico che frequenta Rika.
Hide (ヒデ?, Hide) & Tetsu (テツ?, Tetsu)
Doppiati da: Satsuki Yukino e Junko Takeuchi (ed. giapponese), Daniele Raffaeli e Paolo Vivio (ed. italiana)
Amici di Dai e compagni di classe di lui e Rika.
Franz (フランツ?, Furantsu)
Doppiato da: Shigeru Ushiyama (ed. giapponese), Michele Kalamera (ed. italiana)
Nonno di Rika.
Katsu Asagiyama (麻樹山 克?, Asagiyama Katsu)
Doppiato da: Hiroshi Yanaka (ed. giapponese), Vittorio Guerrieri (ed. italiana)
Nonno di Rui.
Goreiko Takabayashi (高林 五輪子?, Takabayashi Goreiko)
Doppiata da: Mako Hyōdō (ed. giapponese), Francesca Palopoli (ed. italiana)
Nonna di Dai. È molto severa, ma sa essere gentile.
Kyoko Takabayashi (高林 京子?, Takabayashi Kyōko)
Doppiata da: ? (ed. giapponese), Anna Cesareni (ed. italiana)
Madre di Dai.
Makoto Takabayashi (高林 貢?, Takabayashi Mitsugu, Mitsugu Takabayashi)
Doppiato da: Keiji Fujiwara (ed. giapponese), Roberto Stocchi (ed. italiana)
Padre di Dai.
Kasumi Takabayashi (高林 一子?, Takabayashi Kazuko, Kazuko Takabayashi) & Kumiko Takabayashi (高林 二三子?, Takabayashi Fumiko, Fumiko Takabayashi)
Doppiate da: Akiko Kikuchi e Tsubasa Otomiya (ed. giapponese), Raffaella Castelli e Milvia Bonacini (ed. italiana)
Sorelle maggiori di Dai. Kasumi fa l'hostess.
Hajime Takabayashi (高林 一?, Takabayashi Hajime) & Jiro Takabayashi (高林 二郎?, Takabayashi Jirō)
Doppiati da: Eiji Takemoto (ed. giapponese), Marco De Risi (ed. italiana)
Fratelli maggiori di Dai.
Ryo Takabayashi (高林 涼?, Takabayashi Ryō)
Doppiato da: Takeshi Maeda (ed. giapponese), Fabrizio De Flaviis (ed. italiana)
Fratello minore di Dai.
Yuko Takabayashi (高林 夕子?, Takabayashi Yūko)
Doppiata da: Kumiko Yokote (ed. giapponese), Emilia Costa (ed. italiana)
Moglie di Hajime, il fratello di Dai.
Yasuyo Shinohara (篠原 靖代?, Shinohara Yasuyo)
Doppiata da: Kokoro Shindō (ed. giapponese), Patrizia Bracaglia (ed. italiana)
Madre di Sumire.
Akiko Fukiya (蕗谷 明子?, Fukiya Akiko)
Doppiata da: Kumiko Yokote (ed. giapponese), Emilia Costa (ed. italiana)
Madre di Tomonori.

## Anime
La serie è formata da 52 episodi, andati in onda tra il 6 ottobre 1998 e il 28 settembre 1999 su TV Tokyo. In Italia è stata distribuita in VHS da Dynamic Italia nel 2001, acquistata da Rai ed è stata trasmessa per la prima volta nel 2003 su Rai Due.
La serie ha due sigle d'apertura: Ne (ねっ?) eseguita da Rooky per gli episodi dall'1 al 39 (il cui remix funge anche da ending per gli episodi fino al 15) e Ashita no kimi (アシタノキミ?) di Tomo Sakurai, doppiatrice originale di Doll Rika, presente negli episodi dal 40 al 52. Le sigle di coda, oltre al 'Cutey Techno Mix' di Ne, sono tre: Wao! (わぁお！?) (ep. 16-28) e LOVE Wars daisakusen (ＬＯＶＥウォーズ大作戦?) (ep. 29-39) di Rooky, Sono yume wa nani iro? (その夢は何色？?) di Tomo Sakurai (dal 40 al 52). La sigla italiana, Rika-chan, stringi i sogni in te, interpretata dai Raggi Fotonici su testo di Fabrizio Mazzotta, resta invece identica sia all'inizio che al termine di tutti gli episodi; nonostante abbia un testo diverso, mantiene lo stesso arrangiamento della prima opening giapponese.
In Giappone, la serie è stata raccolti in 3 laserdisc, contenenti 17 episodi i primi due e 18 l'ultimo, e, dal 22 dicembre 1998 al 25 gennaio 2000, 14 DVD: nei primi 13 sono raccolti 4 episodi, mentre nell'ultimo solo 3. In Italia, invece, Dynamic Italia ha commercializzato 20 VHS nel corso del 2001, prima della trasmissione televisiva.

### Episodi
| Nº | Titolo italiano Giapponese 「Kanji」 - Rōmaji - Traduzione letterale                                                                                        | In onda           | In onda        |
| Nº | Titolo italiano Giapponese 「Kanji」 - Rōmaji - Traduzione letterale                                                                                        | Giapponese        | Italiano       |
| 1  | L'arrivo dei Doll Knights 「不思議なドールナイツ」 - Fushigi na Dōru Naitsu – "I misteriosi Doll Knights"                                                   | 6 ottobre 1998    | 8 gennaio 2003 |
| 2  | Incantesimo d'amore 「月の夜の恋占い」 - Tsuki no yoru no koi uranai – "La fortuna in amore predetta al chiaro di Luna"                                     | 13 ottobre 1998   |                |
| 3  | Il sorriso della statua 「マリアさまのほほえみ」 - Maria-sama no hohoemi – "Il sorriso della Vergine Maria"                                                 | 20 ottobre 1998   |                |
| 4  | L'ospite di Halloween 「ハロウィンのお客さま」 - Harouin no okyaku-sama – "L'ospite di Halloween"                                                           | 27 ottobre 1998   |                |
| 5  | Il compleanno della mamma 「お母さんの誕生日」 - Okāsan no tanjōbi – "Il compleanno della mamma"                                                            | 3 novembre 1998   |                |
| 6  | Il sogno delle stelle 「夢の星はめぐる」 - Yume no hoshi wa meguru – "Le stelle dei sogni stanno girando"                                                   | 10 novembre 1998  |                |
| 7  | La tisana magica 「魔法のハーブティー」 - Mahō no hābu tī – "Il tè fatto con le erbe magiche"                                                               | 17 novembre 1998  |                |
| 8  | Dai, piccolo cavaliere 「ダイは小さな騎士」 - Dai wa chiisana naito – "Dai è un piccolo cavaliere"                                                          | 24 novembre 1998  |                |
| 9  | Il segreto della campana 「鐘の音のひみつ」 - Kane no ne no himitsu – "Il segreto dei campanelli"                                                           | 1º dicembre 1998  |                |
| 10 | Un'altra Rika 「もうひとりのリカ」 - Mou hitori no Rika – "Un'altra Rika"                                                                                   | 8 dicembre 1998   |                |
| 11 | L'abito dei ricordi 「想い出の白いドレス」 - Omoide no shiroi doresu – "Il vestito bianco dei ricordi"                                                      | 15 dicembre 1998  |                |
| 12 | Il regalo 「雪の日のおくりもの」 - Yuki no hi no okurimono – "Il regalo inviato in un giorno nevoso"                                                        | 22 dicembre 1998  |                |
| 13 | Il gatto smarrito 「迷い猫のアジー」 - Mayoi neko no ajī – "L'agitazione del gatto esitante"                                                                | 29 dicembre 1998  |                |
| 14 | La sfida domenicale 「日曜日の決闘」 - Nichiyōbi no kettō – "Il duello della domenica"                                                                      | 5 gennaio 1999    |                |
| 15 | La ragazza di Rui 「ルイさんの恋人」 - Rui-san no koibito – "La fidanzata di Rui"                                                                           | 12 gennaio 1999   |                |
| 16 | La strega del freddo reame 「冷たい国の魔女」 - Tsumetai kuni no majo – "La strega delle terre fredde"                                                      | 19 gennaio 1999   |                |
| 17 | L'oscura predizione 「あやしい予言にご用心」 - Ayashii kanegodo ni goyōjin – "Sii cauta con la predizione sospetta"                                         | 26 gennaio 1999   |                |
| 18 | I tre valorosi cavalieri 「おとぎの国の三銃士」 - Otogi no kuni no sanjuushi – "I tre moschettieri della terra delle fate"                                  | 2 febbraio 1999   |                |
| 19 | Doll Rika non può muoversi 「動かないドールリカ」 - Ugokanai Dōru Rika – "Doll Rika non può muoversi"                                                       | 9 febbraio 1999   |                |
| 20 | Il segreto della regina fuggita 「逃げた王女のひみつ」 - Nigeta ōjo no himitsu – "Il segreto della principessa fuggita"                                     | 16 febbraio 1999  |                |
| 21 | Il tesoro di Rui 「ルイさんの宝物」 - Rui-san no takaramono – "Il tesoro di Rui"                                                                            | 23 febbraio 1999  |                |
| 22 | Il risveglio di Doll Isamu 「目ざめたドールイサム」 - Mezameta Dōru Isamu – "Doll Isamu si è risvegliato"                                                   | 2 marzo 1999      |                |
| 23 | L'extraterrestre smarrito 「迷子の宇宙人」 - Maigo no uchūjin – "Il piccolo alieno smarrito"                                                                | 9 marzo 1999      |                |
| 24 | Doll Izumi: trasformazione! 「ドールイヅミ見参！」 - Dōru Izumi kenzan! – "L'incontro con Doll Izumi!"                                                      | 16 marzo 1999     |                |
| 25 | Catherine, la nuova misteriosa compagna di scuola 「謎の転校生・カトリーヌ」 - Nazo no denkōsei Katorīnu – "La misteriosa studentessa trasferita Catherine" | 23 marzo 1999     |                |
| 26 | Il mistero di Doll Izumi 「ドールイヅミの謎」 - Dōru Izumi no nazo – "Il mistero di Doll Izumi"                                                             | 30 marzo 1999     |                |
| 27 | Il segreto di Rika svelato 「明かされたリカのひみつ」 - Akasareta Rika no himitsu – "Il segreto di Rika rivelato"                                           | 6 aprile 1999     |                |
| 28 | Il falso Regno delle Bambole 「まぼろしのドールランド」 - Maboroshi no Dōru Rando – "L'illusoria Doll Land"                                                 | 13 aprile 1999    |                |
| 29 | Il ritorno di papà 「帰ってきたお父さん」 - Kaettekita otōsan – "Papà ritorna"                                                                              | 20 aprile 1999    |                |
| 30 | Due affidabili guardie del corpo 「たよれるボディガード」 - Tayoreru bodigādo – "La guardia del corpo affidabile"                                           | 27 aprile 1999    |                |
| 31 | La principessa degli inferi 「魔界のプリンセス」 - Makai no purinsesu – "La principessa dello spirito del mondo"                                            | 4 maggio 1999     |                |
| 32 | Bisogna salvare Doll Isamu 「ドールイサムを取りもどせ」 - Dōru Isamu wo torimodose – "Riprendiamoci Doll Isamu"                                             | 11 maggio 1999    |                |
| 33 | Il segreto di Catherine 「カトリーヌのひみつ」 - Katorīnu no himitsu – "Il segreto di Catherine"                                                            | 18 maggio 1999    |                |
| 34 | La bambina dagli occhi che brillano 「光る目の少女」 - Hikaru me no shōjo – "La ragazza con gli occhi che brillano"                                         | 25 maggio 1999    |                |
| 35 | La campana della paura 「恐怖のウェディングベル」 - Kyōfu no wedingu beru – "La campana a nozze della paura"                                                | 1º giugno 1999    |                |
| 36 | La misteriosa melodia d'amore 「不思議な愛のメロディ」 - Fushigina ai no merodi – "La misteriosa melodia dell'amore"                                        | 8 giugno 1999     |                |
| 37 | Le due Doll Rika 「ふたりのドールリカ」 - Futari no Dōru Rika – "Due Doll Rika"                                                                             | 15 giugno 1999    |                |
| 38 | La forza della melodia di papà 「お父さんの曲の力」 - Otōsan no kyoku no chikara – "La forza della melodia di papà"                                         | 22 giugno 1999    |                |
| 39 | Il piccolo carillon 「小さなオルゴール」 - Chiisana orugōru – "Il piccolo carillon"                                                                         | 29 giugno 1999    |                |
| 40 | Catherine in pericolo 「狙われたカトリーヌ」 - Nerawareta Katorīnu – "Catherine presa di mira"                                                              | 6 luglio 1999     |                |
| 41 | Bentornato Scarecrow 「おかえり スケアクロウ」 - Okaeri Sukeakurō – "Bentornato Scarecrow"                                                                  | 13 luglio 1999    |                |
| 42 | La domenica dimenticata 「忘れられた日曜日」 - Wasurerareta nichiyōbi – "La domenica dimenticata"                                                           | 20 luglio 1999    |                |
| 43 | Il tesoro scaturito dal coraggio 「勇気がくれた宝物」 - Yūki ga kureta takaramono – "Il tesoro originato dal coraggio"                                      | 27 luglio 1999    |                |
| 44 | Misty contro i Doll Knights 「ミスティ対ドールナイツ」 - Misuti tai Dōru Naitsu – "Misty contro i Doll Knights"                                             | 3 agosto 1999     |                |
| 45 | Doll Rika nella luce 「光の中のドールリカ」 - Hikari no naka no Dōru Rika – "Doll Rika nella luce"                                                          | 10 agosto 1999    |                |
| 46 | L'incubo di una notte di mezza estate 「夏の夜の悪夢」 - Natsu no yoru no akumu – "L'incubo di una notte d'estate"                                          | 17 agosto 1999    |                |
| 47 | La partenza per il Regno delle Bambole 「ドールランドへの旅立ち」 - Dōru Rando he no tabidachi – "Viaggio a Doll Land"                                      | 24 agosto 1999    |                |
| 48 | La maschera di ferro 「謎の鉄仮面 あらわる！」 - Nazo no tetsu kamen arawaru! – "La misteriosa maschera di ferro è apparsa!"                                | 31 agosto 1999    |                |
| 49 | Il Dio del Regno delle Bambole 「ドールランドの神様」 - Dōru Rando no Kami-sama – "Il Dio di Doll Land"                                                     | 7 settembre 1999  |                |
| 50 | Scarecrow, il re dei demoni 「魔王スケアクロウ」 - Maō Sukeakurō – "Il re demone Scarecrow"                                                                 | 14 settembre 1999 |                |
| 51 | La melodia miracolosa 「奇跡のメロディ」 - Kiseki no merodi – "La melodia dei miracoli"                                                                     | 21 settembre 1999 |                |
| 52 | Arrivederci, Rika-chan 「さよならリカちゃん」 - Sayonara Rika-chan – "Arrivederci Rika-chan"                                                                | 28 settembre 1999 |                |

### Film
Il 31 luglio 1999 è stato trasmesso in Giappone il film di SuperDoll Rika-chan, intitolato Super Doll★Rika-chan: Rika-chan zettai zetsumei! Doll Knights no kiseki (スーパードール★リカちゃん リカちゃん絶体絶命！ドールナイツの奇跡? lett. "SuperDoll Rika-chan: La situazione disperata di Rika-chan! Il miracolo dei Doll Knights"). Nella pellicola, della durata di mezz'ora, la malvagia strega Dana si risveglia e Yae la manda ad attaccare Rika. Solo i Doll Knights possono fermarla, mentre Dai e gli altri affrontano altri pericoli. Il film non è mai stato trasmesso in Italia.

## Manga

Copertina del primo volume dell'edizione italiana, raffigurante Rika e Doll Rika

Il manga, ad opera di Mia Ikumi, è stato pubblicato sulla rivista Nakayoshi a partire dal novembre 1998 all'ottobre 1999 e successivamente è stato serializzato in 2 tankōbon per conto della Kōdansha, pubblicati tra giugno e dicembre 1999. In Italia è stato pubblicato da Dynamic Italia da luglio a ottobre 2003.
Alla fine del manga è presente una storia extra dal titolo Storia di un sogno d'amore. Doll Rika racconta a Rika di quando, durante l'epoca Meiji, era una bambola di nome Rika, considerata maledetta perché aveva preso vita. Durante una passeggiata nel bosco, Rika aveva trovato un ragazzo e l'aveva soccorso, ospitandolo a casa propria, nella quale viveva da sola dopo la morte del suo padrone. Con il tempo, Rika s'innamorò del ragazzo e un giorno decise di recarsi in città per vedere che lavoro facesse. Gli abitanti della città, però, la additarono come mostro e Rika disse addio al ragazzo; la sera, gli abitanti del villaggio incendiarono la sua casa, ma lui la salvò e cominciarono a vivere felici insieme in un altro posto.

### Volumi
| Nº | Data di prima pubblicazione | Data di prima pubblicazione | Data di prima pubblicazione |
| Nº | Giapponese                  | Giapponese                  | Italiano                    |
| -- | --------------------------- | --------------------------- | --------------------------- |
| 1  | giugno 1999                 | ISBN 4-06-178917-1          | 23 luglio 2003              |
| 2  | dicembre 1999               | ISBN 4-06-178928-7          | 12 ottobre 2003             |

## CD e videogiochi
| Nº | Titolo CD | Numero tracce | Data uscita      |
| -- | --- | ------------- | ---------------- |
| 1  | Super Doll★Rika-chan: Super ongaku-shū ~Original Soundtrack Vol. 1~ (スーパードール★リカちゃん スーパー音楽集 ～オリジナル・サウンド・トラック Ｖｏｌ．１～?) | 22            | 19 dicembre 1998 |
| 2  | Super Doll★Rika-chan: Super ongaku-shū ~Original Soundtrack Vol. 2~ (スーパードール★リカちゃん スーパー音楽集 ～オリジナル・サウンド・トラック Ｖｏｌ．２～?) | 16            | 20 febbraio 1999 |
| 3  | Super Doll★Rika-chan: Super Song Collection (スーパードール★リカちゃん スーパーソングコレクション?)                                                           | 12            | 1º aprile 1999   |
| 4  | Doll Land ☆ Fantasia ~Super Doll★Rika-chan shin Soundtrack~ (ドールランド☆ファンタジア ～スーパードール★リカちゃん 新サウンドトラック～?)                     | 26            | 27 agosto 1999   |

| Nº | Titolo videogioco                                                                    | Piattaforma    | Data uscita    |
| -- | ------------------------------------------------------------------------------------ | -------------- | -------------- |
| 1  | Super Doll★Rika-chan: Kisekae daisakusen (スーパードール★リカちゃん きせかえ大作戦?) | Game Boy Color | 6 ottobre 2000 |